# Vol Varig 254
Le vol Varig 254 est un vol intérieur régulier de la compagnie aérienne brésilienne Varig, entre São Paulo et Belém avec des escales à Uberaba, Uberlândia, Goiânia, Brasilia, Imperatriz et Marabá. Le 3 septembre 1989, lors de la dernière liaison (Marabá-Belém), le Boeing 737–200 assurant le vol atterrit en catastrophe dans la forêt amazonienne, après s'être retrouvé à court de carburant, à 1 700 km au nord-ouest de Rio de Janeiro. Sur les 54 passagers et membres d'équipage présents à bord, 12 passagers sont morts et de nombreux autres ont été grièvement blessés. Les survivants ont été secourus deux jours plus tard.

## Contexte
La liaison São Paulo-Belém durait environ huit heures et 20 minutes. À 9h43, le vol 254 a quitté l'aéroport international de São Paulo/Guarulhos, à destination de l'aéroport international de Belém. Il est assuré par un Boeing 737–241, immatriculé PP-VMK (numéro de série 21006/398) ; ce biréacteur court/moyen-courrier a été fabriqué en 1975 et totalise 33 373 heures de vol au moment de l'accident.
L'équipage est composé du commandant de bord Cézar Augusto Padula Garcez (32 ans), du copilote Nilson de Souza Zille (29 ans) et de quatre agents de bord. Le vol s'est déroulé sans problème à chacune des étapes et à 17 h 20, l'équipage organise les derniers préparatifs à l'aéroport de Marabá pendant que les passagers embarquaient.

## Déroulement du vol
Le vol 254 quitte Marabá à 17 h 25, et après avoir tenté en vain de localiser Belèm, les pilotes de l'appareil sont contraints — à la suite de l'extinction des réacteurs de l'appareil — de se poser en catastrophe dans la forêt, aux environs de 20 h 45. L'épave de l'avion est localisé 44 heures après l'accident.

## Recherche et sauvetage
Le 5 septembre, deux jours après l'accident, Alfonso Saraiva et trois autres survivants ont commencé à marcher pour chercher de l'aide. Après environ deux ou trois heures de marche dans la jungle, le groupe a finalement trouvé une ferme située à São José do Xingu. Les habitants de la ferme n'ayant pas de radio, ils ont été emmenés en voiture vers une autre ferme, où ils sont arrivés vers 12h30. 
Avec l'aide de l'opérateur radio João Capanema Jr., ils ont pu contacter l'aéroport de Franca, à 400 km au nord de São Paulo, et à 16h27, un Embraer EMB 110 de la Force aérienne brésilienne (FAB) a largué des colis de nourriture à proximité de l'épave. Le lendemain, à midi, lors de leur quatrième jour dans la jungle, tous les survivants avaient été secourus par la FAB.
Quarante et un survivants ont été secourus du lieu du crash par hélicoptère, qui les a transportés à 50 km jusqu'à São José do Xingu, et de là, ils ont été transportés par avion jusqu'à l'aéroport de Cachimbo, à 300 km au nord-ouest. Ils ont ensuite été transportés par avion dans un hôpital près de Brasilia.

## Victimes
Sur les 54 personnes à bord — 48 passagers et 6 membres d'équipage —, 6 sont tuées à l'atterrissage et 6 autres succombent plus tard à leurs blessures.

## Causes de l'accident
Alors que l'équipage pensait débuter l'approche de l'aéroport de Belém, les pilotes ne voient ni la piste ni les lumières de la ville. Les aides à la navigation ne sont pas disponibles et le contrôle aérien, difficile à contacter. 
L'appareil est finalement victime d'une panne de carburant et le commandant de bord opère un atterrissage forcé dans la jungle amazonienne. Il se trouve à proximité de São José do Xingu, situé à environ 1 120 km de sa destination prévue. 
Au départ de Marabá, en consultant le plan de vol informatisé fourni par la compagnie, le pilote insère — pour configurer son calculateur — une route à suivre au cap 270 (plein ouest) au lieu de 027 (nord/nord-est) ;  le document présentait une information à quatre chiffres « 0270 », sans ponctuation pour la décimale, qui était implicitement situé entre les deux derniers chiffres.
La notation de cap pour le plan de vol fut modifiée de trois à quatre chiffres pendant que le commandant Garcez était en vacances. Cette confusion fut la cause principale du désastre, ainsi que d'autres erreurs mineures.

### Autre explication
Le livre "Le secret des boites noires" avance comme explication que les pilotes qui avaient branché leur radiocompas sur la fréquence d'une station de radio brésilienne, diffusant en direct le match de football entre le Brésil et le Chili, qualificatif pour la Coupe du monde de football 1990 ne prêtent que peu d'attention à leur navigation. 
Une erreur dans le réglage du cap sur le pilote automatique (270 ° au lieu de 027 °) passe inaperçue à cause de l'absence de repères au sol (il s'agit d'un vol de nuit). Plus grave, l'équipage ne prête pas attention à l'allongement de la durée d'un vol prévu pour une quarantaine de minutes. 
Ce n'est qu'à la fin du match (gagné par le Brésil) à 17h25, alors que l'avion aurait dû être arrivé pour la mi-temps, que les pilotes réalisent qu'ils devraient être arrivés depuis une heure. Ils prennent un cap 060 et un régime de vol économique pour tenter de rejoindre Belem à environ 1400 km. 
À 20h42, les deux réacteurs s’arrêtent car les réservoirs sont vides. L'avion se pose train et volets sortis comme pour un atterrissage normal, avec un arrondi au-dessus de la cime des arbres. Il perd ses ailes et le fuselage continue sa course au milieu des arbres. Pour un crash de cette ampleur le bilan est étonnamment clément. Les survivants passent deux nuits dans la jungle en attendant les secours.

## Médias
L'accident a fait l'objet d'un épisode dans la série documentaire télévisée Air Crash, nommé « Disparition troublante » (saison 14 - épisode 3).